# Väderfölne

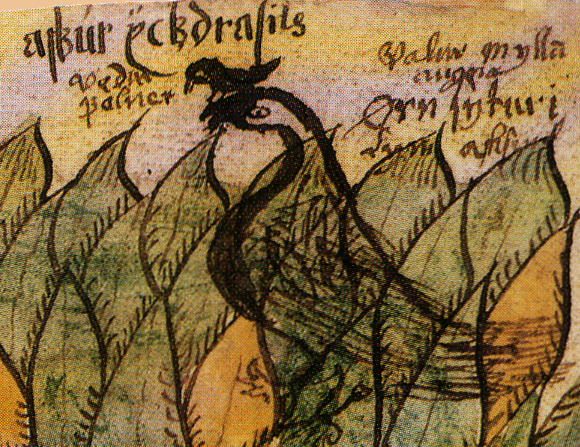
Väderfölne avbildad i en isländsk handskrift.

Väderfölne, eller Vindfalnade,Väderfalne  fornvästnordiska Veðrfǫlnir (väderfalnade, Vedfolnir), är i nordisk mytologi en hök som sitter mellan ögonen på örnen i världsträdet Yggdrasils topp, enligt Snorres Edda. Väderfölne är den som har sin plats högst upp i världen och har därför av all vind och sol tappat sin färg.